# Gran Premio motociclistico di Gran Bretagna 2000
Il Gran Premio motociclistico di Gran Bretagna 2000 corso il 9 luglio, è stato il nono Gran Premio della stagione 2000 e ha visto vincere la Honda di Valentino Rossi nella classe 500, Ralf Waldmann nella classe 250 e Yōichi Ui nella classe 125.
Prima dell'inizio della prima gara è stato osservato un minuto di silenzio per ricordare Joey Dunlop, morto pochi giorni prima durante una gara in Estonia.
Valentino Rossi coglie sotto la pioggia la sua prima affermazione nella classe 500 dopo il passaggio avvenuto in quest'anno dalla classe inferiore. Anche la 250 è stata influenzata dalle condizioni atmosferiche variabili; del fatto ha approfittato il pilota tedesco Waldmann per conquistare il successo grazie alla scelta di pneumatici da pioggia a differenza dei principali avversari.
La gara della classe 125 è stata interrotta dopo 8 giri a causa della pioggia; è ripartita per 18 giri, con la griglia di partenza determinata dall'ordine d'arrivo della prima parte. La somma dei tempi delle due parti ha determinato il risultato finale.

## Classe 500

### Arrivati al traguardo
| Pos | Nº | Pilota                   | Squadra                    | Motocicletta | Giri | Tempo     | Griglia | Punti |
| --- | -- | ------------------------ | -------------------------- | ------------ | ---- | --------- | ------- | ----- |
| 1   | 46 | Valentino Rossi          | Nastro Azzurro Honda       | Honda        | 30   | 52:37.246 | 4       | 25    |
| 2   | 2  | Kenny Roberts Jr         | Telefonica Movistar Suzuki | Suzuki       | 30   | +0.395    | 2       | 20    |
| 3   | 99 | Jeremy McWilliams        | Blu Aprilia                | Aprilia      | 30   | +0.944    | 15      | 16    |
| 4   | 65 | Loris Capirossi          | Emerson Honda Pons         | Honda        | 30   | +23.037   | 12      | 13    |
| 5   | 17 | Jurgen van den Goorbergh | Rizla Honda                | TSR-Honda    | 30   | +25.574   | 16      | 11    |
| 6   | 6  | Norick Abe               | Antena 3 Yamaha-d'Antin    | Yamaha       | 30   | +27.052   | 7       | 10    |
| 7   | 1  | Àlex Crivillé            | Repsol YPF Honda           | Honda        | 30   | +29.617   | 8       | 9     |
| 8   | 5  | Sete Gibernau            | Repsol YPF Honda           | Honda        | 30   | +30.166   | 14      | 8     |
| 9   | 4  | Max Biaggi               | Marlboro Yamaha            | Yamaha       | 30   | +30.873   | 5       | 7     |
| 10  | 8  | Tadayuki Okada           | Repsol YPF Honda           | Honda        | 30   | +31.584   | 9       | 6     |
| 11  | 7  | Carlos Checa             | Marlboro Yamaha            | Yamaha       | 30   | +38.869   | 6       | 5     |
| 12  | 55 | Régis Laconi             | Red Bull Yamaha WCM        | Yamaha       | 30   | +44.057   | 10      | 4     |
| 13  | 26 | John McGuinness          | Demon Vimto Honda          | Honda        | 30   | +1:03.534 | 18      | 3     |
| 14  | 10 | Alex Barros              | Emerson Honda Pons         | Honda        | 30   | +1:13.535 | 1       | 2     |
| 15  | 30 | Anthony Gobert           | Proton TEAM KR             | Modenas KR3  | 30   | +1:15.652 | 20      | 1     |
| 16  | 9  | Nobuatsu Aoki            | Telefonica Movistar Suzuki | Suzuki       | 30   | +1:31.057 | 11      |       |
| 17  | 24 | Garry McCoy              | Red Bull Yamaha WCM        | Yamaha       | 29   | +1 giro   | 3       |       |
| 18  | 18 | Sébastien Le Grelle      | Tecmas Honda Elf           | Honda        | 29   | +1 giro   | 21      |       |

### Ritirati
| Nº | Pilota            | Squadra             | Motocicletta | Giri | Griglia |
| -- | ----------------- | ------------------- | ------------ | ---- | ------- |
| 31 | Tetsuya Harada    | Blu Aprilia         | Aprilia      | 12   | 13      |
| 25 | José Luis Cardoso | Maxon Dee Cee Jeans | Honda        | 10   | 17      |
| 20 | Phil Giles        | Sabre Sport         | Honda        | 1    | 19      |

### Non qualificato
| Nº | Pilota            | Moto      |
| -- | ----------------- | --------- |
| 15 | Yoshiteru Konishi | TSR-Honda |

## Classe 250

### Arrivati al traguardo
| Pos | Nº | Pilota             | Squadra                    | Motocicletta | Giri | Tempo     | Griglia | Punti |
| --- | -- | ------------------ | -------------------------- | ------------ | ---- | --------- | ------- | ----- |
| 1   | 6  | Ralf Waldmann      | Aprilia Germany            | Aprilia      | 27   | 49:41.073 | 6       | 25    |
| 2   | 19 | Olivier Jacque     | Chesterfield Yamaha Tech 3 | Yamaha       | 27   | +0.344    | 1       | 20    |
| 3   | 8  | Naoki Matsudo      | Petronas Sprinta Team TVK  | Yamaha       | 27   | +1.609    | 15      | 16    |
| 4   | 4  | Tōru Ukawa         | Shell Advance Honda        | Honda        | 27   | +6.909    | 3       | 13    |
| 5   | 24 | Jason Vincent      | Padgetts M/C Sales         | Aprilia      | 27   | +22.714   | 9       | 11    |
| 6   | 30 | Alex Debón         | CC Valencia Airtel Aspar   | Aprilia      | 27   | +43.663   | 18      | 10    |
| 7   | 56 | Shin'ya Nakano     | Chesterfield Yamaha Tech 3 | Yamaha       | 27   | +47.345   | 2       | 9     |
| 8   | 16 | Johan Stigefelt    | Dee Cee Jeans Racing       | TSR-Honda    | 27   | +1:12.409 | 16      | 8     |
| 9   | 42 | David Checa        | Team Fomma                 | TSR-Honda    | 27   | +1:13.408 | 19      | 7     |
| 10  | 74 | Daijirō Katō       | Axo Honda Gresini          | Honda        | 27   | +1:23.370 | 5       | 6     |
| 11  | 9  | Sebastián Porto    | Edo Racing                 | Yamaha       | 27   | +1:37.181 | 11      | 5     |
| 12  | 31 | Lucas Oliver Bultó | Antena 3 Yamaha-d'Antin    | Yamaha       | 27   | +1:54.363 | 27      | 4     |
| 13  | 71 | Gary Haslam        | D & B Bradgate             | Honda        | 27   | +1:54.697 | 29      | 3     |
| 14  | 25 | Vincent Philippe   | Axo Honda Gresini          | TSR-Honda    | 27   | +2:00.208 | 23      | 2     |
| 15  | 23 | Julien Allemand    | Yamaha Kurz Aral           | Yamaha       | 26   | +1 giro   | 26      | 1     |
| 16  | 26 | Klaus Nöhles       | Aprilia Germany            | Aprilia      | 26   | +1 giro   | 10      |       |
| 17  | 41 | Jarno Janssen      | Rizla Honda                | TSR-Honda    | 26   | +1 giro   | 20      |       |
| 18  | 10 | Fonsi Nieto        | Antena 3 Yamaha-d'Antin    | Yamaha       | 26   | +1 giro   | 14      |       |
| 19  | 73 | Jason Davis        | TW2 e-comerce Systems      | Honda        | 26   | +1 giro   | 28      |       |

### Ritirati
| Nº | Pilota            | Squadra                     | Motocicletta | Giri | Griglia |
| -- | ----------------- | --------------------------- | ------------ | ---- | ------- |
| 14 | Anthony West      | Shell Advance Honda         | Honda        | 22   | 7       |
| 21 | Franco Battaini   | Eurobet team Battaini       | Aprilia      | 18   | 12      |
| 33 | David Tomás       | PR2 - Circuito de Almería   | Honda        | 17   | 30      |
| 77 | Jamie Robinson    | QUB Team Optimum            | Aprilia      | 15   | 8       |
| 72 | Lee Jackson       | Padgets Batley / Team Jacks | Honda        | 15   | 31      |
| 70 | Tom Tunstall      | Earnshaws Motorcycles       | Honda        | 15   | 32      |
| 37 | Luca Boscoscuro   | Diesel Vasco Rossi Racing   | Aprilia      | 12   | 22      |
| 15 | Adrian Coates     | QUB Team Optimum            | Aprilia      | 12   | 24      |
| 18 | Shahrol Yuzy      | Petronas Sprinta Team TVK   | Yamaha       | 9    | 21      |
| 44 | Roberto Rolfo     | Racing Factory              | Aprilia      | 8    | 13      |
| 11 | Ivan Clementi     | Campetella Racing           | Aprilia      | 5    | 25      |
| 13 | Marco Melandri    | Blu Aprilia                 | Aprilia      | 1    | 4       |
| 22 | Sébastien Gimbert | Tino Villa Racing           | TSR-Honda    | 1    | 17      |

## Classe 125

### Arrivati al traguardo
| Pos | Nº | Pilota             | Motocicletta | Giri | Tempo     | Griglia | Punti |
| --- | -- | ------------------ | ------------ | ---- | --------- | ------- | ----- |
| 1   | 41 | Yōichi Ui          | Derbi        | 26   | 43:28.374 | 1       | 25    |
| 2   | 1  | Emilio Alzamora    | Honda        | 26   | +0.752    | 4       | 20    |
| 3   | 5  | Noboru Ueda        | Honda        | 26   | +3.104    | 2       | 16    |
| 4   | 4  | Roberto Locatelli  | Aprilia      | 26   | +4.181    | 6       | 13    |
| 5   | 3  | Masao Azuma        | Honda        | 26   | +4.358    | 12      | 11    |
| 6   | 32 | Mirko Giansanti    | Honda        | 26   | +14.117   | 7       | 10    |
| 7   | 9  | Lucio Cecchinello  | Honda        | 26   | +14.609   | 3       | 9     |
| 8   | 39 | Jaroslav Huleš     | Italjet      | 26   | +28.730   | 8       | 8     |
| 9   | 29 | Ángel Nieto Jr     | Honda        | 26   | +35.300   | 11      | 7     |
| 10  | 12 | Randy de Puniet    | Aprilia      | 26   | +38.275   | 14      | 6     |
| 11  | 8  | Gianluigi Scalvini | Aprilia      | 26   | +38.957   | 10      | 5     |
| 12  | 15 | Alex De Angelis    | Honda        | 26   | +43.184   | 20      | 4     |
| 13  | 21 | Arnaud Vincent     | Aprilia      | 26   | +49.993   | 18      | 3     |
| 14  | 18 | Toni Elías         | Honda        | 26   | +1:00.467 | 17      | 2     |
| 15  | 22 | Pablo Nieto        | Derbi        | 26   | +1:06.862 | 19      | 1     |
| 16  | 11 | Max Sabbatani      | Honda        | 26   | +1:07.560 | 15      |       |
| 17  | 51 | Marco Petrini      | Aprilia      | 26   | +1:10.485 | 22      |       |
| 18  | 17 | Steve Jenkner      | Honda        | 26   | +1:13.586 | 21      |       |
| 19  | 24 | Leon Haslam        | Italjet      | 26   | +1:23.679 | 24      |       |
| 20  | 73 | Stuart Easton      | Honda        | 26   | +1:46.031 | 26      |       |
| 21  | 34 | Eric Bataille      | Honda        | 26   | +1:52.377 | 27      |       |
| 22  | 53 | William De Angelis | Aprilia      | 26   | +1:59.279 | 23      |       |
| 23  | 71 | Paul Robinson      | Honda        | 26   | +2:15.991 | 28      |       |

### Ritirati
| Nº | Pilota          | Motocicletta | Giri | Motivo ritiro   | Griglia |
| -- | --------------- | ------------ | ---- | --------------- | ------- |
| 16 | Simone Sanna    | Aprilia      | 17   |                 | 13      |
| 72 | Kenny Tibble    | Honda        | 14   |                 | 25      |
| 26 | Ivan Goi        | Honda        |      | 7º all'8º giro  | 9       |
| 23 | Gino Borsoi     | Aprilia      |      | 8º all'8º giro  | 5       |
| 54 | Manuel Poggiali | Derbi        |      | 13º all'8º giro | 16      |

### Non partito
| Nº | Pilota        | Moto  |
| -- | ------------- | ----- |
| 10 | Adrián Araujo | Honda |

### Non qualificato
| Nº | Pilota         | Moto  |
| -- | -------------- | ----- |
| 35 | Reinhard Stolz | Honda |